# Droga wojewódzka nr 345

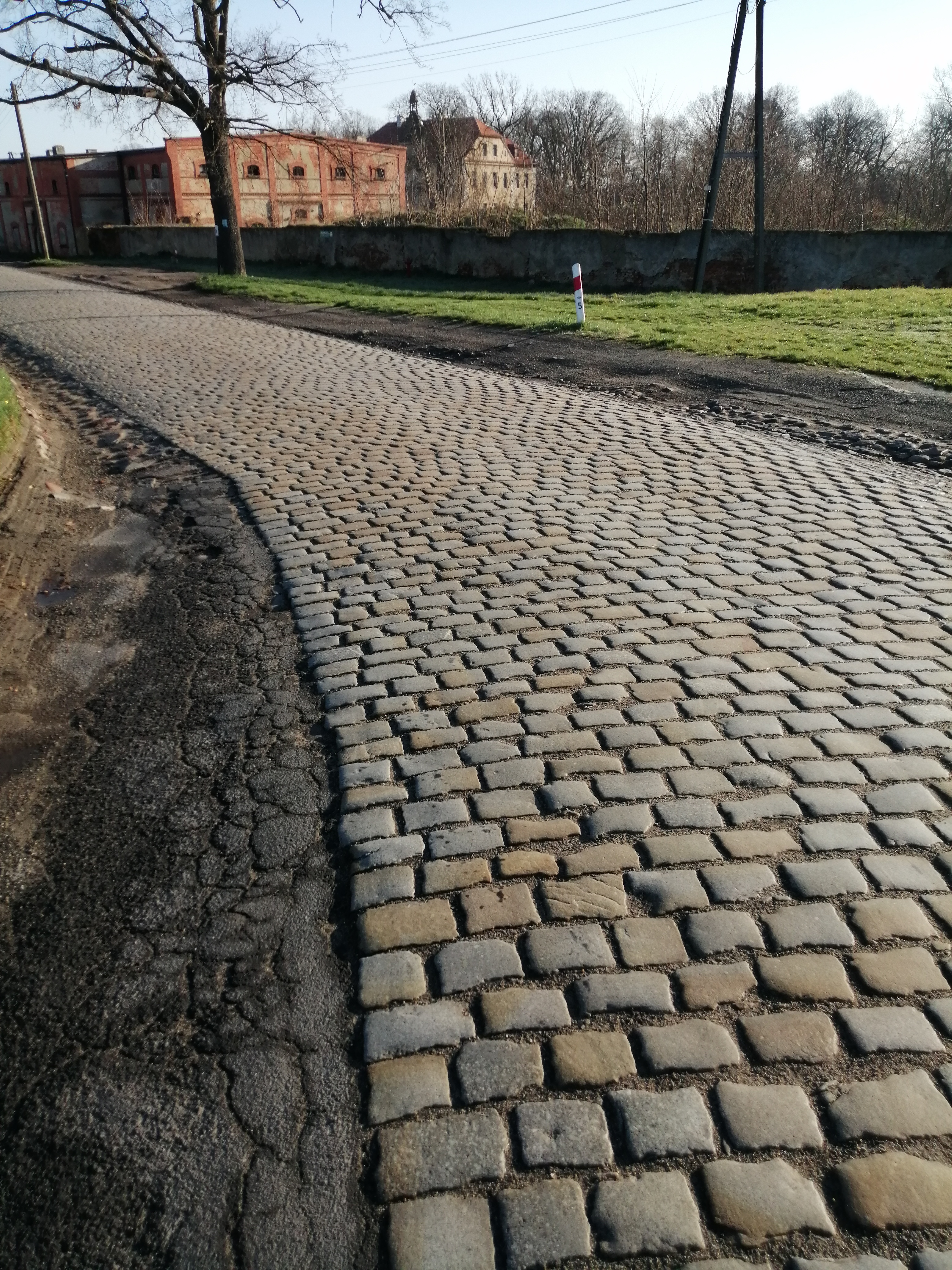
Droga wojewódzka nr 345 w Chełmie. Aktualnie droga przebiega obwodnicą Chełma.

Droga wojewódzka nr 345 (DW345) – droga wojewódzka w województwie dolnośląskim łącząca DK94 w Wilczkowie z DK5 w Strzegomiu. Przebiega przez powiaty: średzki, jaworski i świdnicki. Droga biegnie z północy na południe.

## Miejscowości leżące przy trasie DW345
- Wilczków (DK94)
- Kwietno
- Dębice
- Szymanów
- Chełm
- Postolice
- Budziszów Wielki (węzeł z autostradą A4)
- Drogomiłowice (skrzyżowanie z DW363)
- Konary
- Lusina
- Bartoszówek
- Strzegom (DK5, DK374)